# Jean-Guy Gendron
Pour les articles homonymes, voir Gendron.
Jean-Guy Gendron (né le 30 août 1934 à Montréal, Québec au Canada et mort le 30 juin 2022 à Québec) est un joueur et entraîneur-chef professionnel canadien de hockey sur glace. Il est aussi golfeur et le club de golf de Fossambault-sur-le-lac porte son nom.

## Carrière de joueur
Ce joueur d'origine québécoise connut une carrière dans la Ligue nationale de hockey de plus de 900 parties entre 1955 et 1972.
Il est échangé en 1965 des Reds de Providence aux Rangers de New York contre Bill Ezinicki et de l'argent le 8 mai 1955.
Il est réclamé par les Bruins de Boston au repêchage Intra-Ligue des Rangers le 3 juin 1958.
Il est échangé aux Canadiens de Montréal par Boston en retour d'André Pronovost le 27 novembre 1960.
Il est de nouveau réclamé par les Rangers au repêchage Intra-Ligue le 13 juin 1961.
Il est de nouveau réclamé par une autre équipe et une deuxième fois par les Bruins de Boston le 4 juin 1962.
En 1964, il entama un séjour de quelques saisons dans la Ligue américaine de hockey. Il joua alors pour les As de Québec. Il est le 3e meilleur pointeur de la ligue en 1967-68 à égalité avec son coéquipier André Lacroix. Il est le meilleur pointeur de son équipe en séries éliminatoires cette saison-là. Ses droits sont acquis par les Flyers de Philadelphie le 8 mai 1967 lorsque les Flyers achètent les As de Québec.
Au début de la saison 1968-1969, il réussit à se tailler à nouveau un poste de régulier dans la LNH avec les Flyers. Il y joua quatre saisons complètes où il est assistant-capitaine en 1968. Il est sur un trio avec un autre futur employé, comme lui, des Nordiques de Québec: Simon Nolet.
Il est réclamé de nouveau une autre fois pas les Canadiens au repêchage intra-ligue le 11 juin 1969. Le lendemain, il est échangé des Canadiens aux Flyers pour de l'argent.
Il est réclamé le 12 février 1972 au repêchage général des joueurs de l'Association mondiale de hockey par les Sharks de Los Angeles.
Il quitte la LNH pour signer avec les Nordiques de Québec de l'Association mondiale de hockey. Il signe avec Québec après que Los Angeles aient enlever son nom sur leur liste de négociation. Il y évolue deux saisons avant de prendre sa retraite en tant que joueur.

## Carrière d'entraineur
Il fut l'entraîneur-chef des Nordiques de 1974 à 1976. À sa première saison, l'équipe récolte 92 points et est la deuxième meilleur de la ligue derrière Houston. Sous sa férule, il mène l'équipe à la finale des séries éliminatoires en 1975. L'équipe élimine les Roadrunners de Phoenix (AMH) en 5 parties, suivi des Fighting Saints du Minnesota en 6 parties pour ensuite perdre contre les Aeros de Houston (AMH) en 4 parties consécutives. À leur deuxième saison, les Nordiques produisent un meilleur résultat en saison avec 104 points et la troisième position au classement général. Malheureusement, les Nordiques sont éliminés au premier tour contre les Cowboys de Calgary en séries éliminatoires.
En 1980, il est nommé assistant-entraineur à l'équipe de hockey universitaire Rouge et Or de l'Université Laval. L'entraineur est André Lavoie.

## Décès
Le 3 juillet 2022 le chroniqueur sportif Michel Beaudry annonce que Jean-Guy Gendron est décédé il y a trois jours à l'âge de 87 ans. Il meurt le 30 juin 2022 à l'Hôpital Saint-François d'Assise à Québec.

## Statistiques
| Saison     | Équipe                 | Ligue      |     | Saison régulière | Saison régulière | Saison régulière | Saison régulière | Saison régulière |   | Séries éliminatoires | Séries éliminatoires | Séries éliminatoires | Séries éliminatoires | Séries éliminatoires |
| Saison     | Équipe                 | Ligue      | PJ  | B                | A                | Pts              | Pun              | PJ               | B | A                    | Pts                  | Pun                  |                      |                      |
| 1951-1952  | Reds de Trois-Rivières | QJHL       | 41  | 9                | 28               | 37               | 77               | 5                | 0 | 1                    | 1                    | 16                   |                      |                      |
| 1952-1953  | Reds de Trois-Rivières | QJHL       | 47  | 19               | 10               | 29               | 98               | 6                | 2 | 3                    | 5                    | 12                   |                      |                      |
| 1952-1953  | As de Québec           | LHSQ       | -   | -                | -                | -                | -                | 3                | 0 | 0                    | 0                    | 0                    |                      |                      |
| 1953-1954  | Reds de Trois-Rivières | QJHL       | 54  | 42               | 45               | 87               | 179              | 4                | 0 | 1                    | 1                    | 8                    |                      |                      |
| 1954-1955  | Reds de Providence     | LAH        | 47  | 24               | 15               | 39               | 38               | -                | - | -                    | -                    | -                    |                      |                      |
| 1955-1956  | Rangers de New York    | LNH        | 63  | 5                | 7                | 12               | 38               | 5                | 2 | 1                    | 3                    | 2                    |                      |                      |
| 1956-1957  | Rangers de New York    | LNH        | 70  | 9                | 6                | 15               | 40               | 5                | 0 | 1                    | 1                    | 6                    |                      |                      |
| 1957-1958  | Rangers de New York    | LNH        | 70  | 10               | 17               | 27               | 68               | 6                | 1 | 0                    | 1                    | 11                   |                      |                      |
| 1958-1959  | Bruins de Boston       | LNH        | 60  | 15               | 9                | 24               | 57               | 7                | 1 | 0                    | 1                    | 18                   |                      |                      |
| 1959-1960  | Bruins de Boston       | LNH        | 67  | 24               | 11               | 35               | 64               | -                | - | -                    | -                    | -                    |                      |                      |
| 1960-1961  | Bruins de Boston       | LNH        | 23  | 1                | 7                | 8                | 24               | -                | - | -                    | -                    | -                    |                      |                      |
| 1960-1961  | Canadiens de Montréal  | LNH        | 43  | 9                | 12               | 21               | 51               | 5                | 0 | 0                    | 0                    | 2                    |                      |                      |
| 1961-1962  | Rangers de New York    | LNH        | 69  | 14               | 11               | 25               | 71               | 6                | 3 | 1                    | 4                    | 2                    |                      |                      |
| 1962-1963  | Bruins de Boston       | LNH        | 66  | 21               | 22               | 43               | 42               | -                | - | -                    | -                    | -                    |                      |                      |
| 1963-1964  | Reds de Providence     | LAH        | 6   | 1                | 1                | 2                | 0                | -                | - | -                    | -                    | -                    |                      |                      |
| 1963-1964  | Bruins de Boston       | LNH        | 54  | 5                | 13               | 18               | 43               | -                | - | -                    | -                    | -                    |                      |                      |
| 1964-1965  | As de Québec           | LAH        | 53  | 20               | 14               | 34               | 61               | 5                | 1 | 1                    | 2                    | 8                    |                      |                      |
| 1965-1966  | As de Québec           | LAH        | 58  | 26               | 35               | 61               | 70               | 6                | 1 | 0                    | 1                    | 6                    |                      |                      |
| 1966-1967  | As de Québec           | LAH        | 68  | 28               | 45               | 73               | 72               | 5                | 2 | 1                    | 3                    | 14                   |                      |                      |
| 1967-1968  | As de Québec           | LAH        | 72  | 29               | 58               | 87               | 72               | 15               | 7 | 14                   | 21                   | 24                   |                      |                      |
| 1967-1968  | Flyers de Philadelphie | LNH        | 1   | 0                | 1                | 1                | 2                | -                | - | -                    | -                    | -                    |                      |                      |
| 1968-1969  | Flyers de Philadelphie | LNH        | 74  | 20               | 35               | 55               | 65               | 4                | 0 | 0                    | 0                    | 6                    |                      |                      |
| 1969-1970  | Flyers de Philadelphie | LNH        | 71  | 23               | 21               | 44               | 54               | -                | - | -                    | -                    | -                    |                      |                      |
| 1970-1971  | Flyers de Philadelphie | LNH        | 76  | 20               | 16               | 36               | 46               | 4                | 0 | 1                    | 1                    | 0                    |                      |                      |
| 1971-1972  | Flyers de Philadelphie | LNH        | 56  | 6                | 13               | 19               | 36               | -                | - | -                    | -                    | -                    |                      |                      |
| 1972-1973  | Nordiques de Québec    | AMH        | 63  | 17               | 33               | 50               | 113              | -                | - | -                    | -                    | -                    |                      |                      |
| 1973-1974  | Nordiques de Québec    | AMH        | 64  | 11               | 8                | 19               | 42               | -                | - | -                    | -                    | -                    |                      |                      |
| Totaux AMH | Totaux AMH             | Totaux AMH | 127 | 28               | 41               | 69               | 155              | -                | - | -                    | -                    | -                    |                      |                      |
| Totaux LNH | Totaux LNH             | Totaux LNH | 863 | 182              | 201              | 383              | 701              | 42               | 7 | 4                    | 11                   | 47                   |                      |                      |